# トレヴァー・ダン
トレヴァー・ダン（Trevor Dunn、1968年1月30日 - ）は、アメリカの作曲家、ベーシスト、ダブルベース奏者。1990年代に実験バンド「ミスター・バングル」で頭角を現した。ミスター・バングルでの演奏中は、セント・パウリ・ガールに似た服装をしていた。以来、サックス奏者兼作曲家のジョン・ゾーン、シークレット・チーフス3、そして自身のアヴァンギャルド・ジャズ/ロック・アンサンブル「トレヴァー・ダンズ・トリオ・コンヴァルサント」など、様々な音楽スタイルで活動している。また、ファントマスとトマホークというバンドのメンバーも務めている。

## 略歴

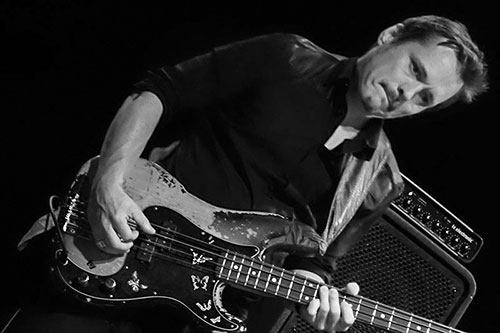
デンマークで演奏するダン（2016年）

4年間、クラリネットを学んだ後、ダンは13歳でエレクトリックベースを始めた。初期の音楽的影響を受けたのは、ザ・ビーチ・ボーイズ、ブロンディ、チープ・トリック、キッスなどである。
1998年、ダンは自身が率いるトリオ・コンヴァルサントを結成。彼らの最初のリリースである『Debutantes & Centipedes』では、ダンがベース、アダム・レヴィがギター、ケニー・ウォルセンがドラムを担当している。2004年のアルバム『Sister Phantom Owl Fish on Ipecac』では、チェス・スミスがパーカッション、メアリー・ハルヴァーソンがギターを担当した。
ダンは、メイン・コラボレーターとして、またゲスト・ミュージシャンとして、数十に及ぶレコーディングに参加してきた。マイク・プライドのMPスリー、デヴィッド・クラカウアーのクレズマー・マッドネス、そしてネルス・クライン・シンガーズのメンバーも務めている。アフロ・ミスティック、ベン・ゴールドバーグ、ブライアン・"ヘッド"・ウェルチ、グラハム・コナーズ・サワー・ノート・セヴン、ジェス・ジョーンズ・カルテット、ジャンク・ジーニアス、ラプランテ/ダン/スミス、ジョン・ゾーンズ・エレクトリック・マサダ、マティスヤフ、ロヴァ・サキソフォン・カルテット、ショーン・レノン、スーツ・オブ・ライツ、ロブ・プライス・カルテット、ティン・ハット・トリオ、ティプシーといったバンドへ参加、あるいはミュージシャンと共演をしてきた。

## 使用ベース
- 1975年製 フェンダー・プレシジョンベース (ファントマスのためにB-E-A-Dにチューニングされた彼の主として使用するエレクトリックベース)
- 1950年代製 チェコのコントラバス。トレヴァー・ダン・トリオ・コンヴァルサントのほか、ミスター・バングル、キング・パゾなどで使用。
- 1991年製 アレンビック 5弦 ヨーロッパ
- ケン・ローレンス 5弦 フレットレス
- アッシュボリー・ベース
- 1966年製 ギルド スターファイアー[6]

## ディスコグラフィ

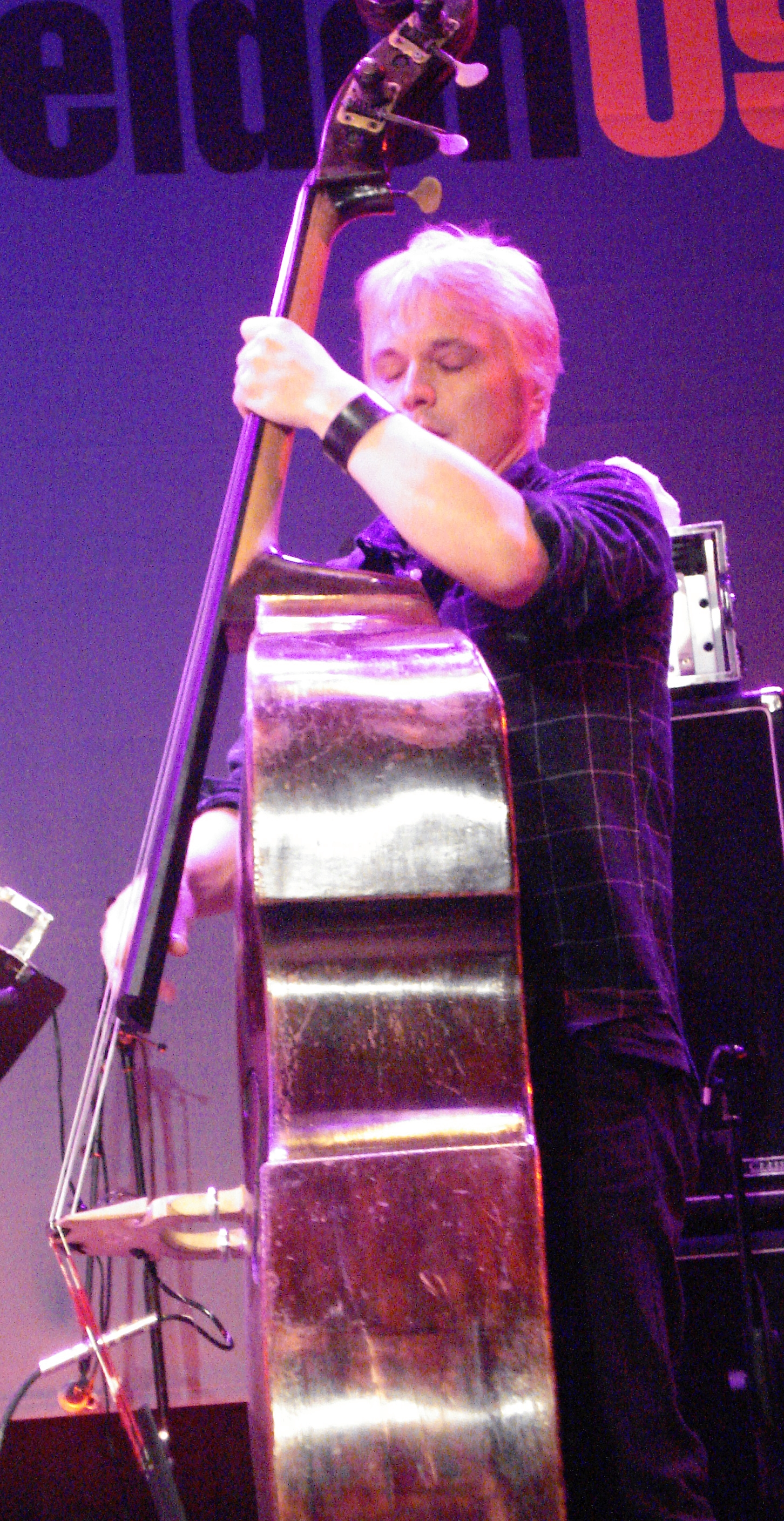
ザールフェルデン・ジャズ・フェスティバルでのダン（2009年）

### リーダー・アルバム
- Phillip Greenlief/Trevor Dunn (1996年、Evander) ※with フィリップ・グリーンリーフ
- Debutantes & Centipedes (1998年、Buzz) ※トリオ・コンヴァルサント名義 with チェス・スミス、メアリー・ハルヴァーソン
- Sister Phantom Owl Fish (2004年、Ipecac) ※トリオ・コンヴァルサント名義 with チェス・スミス、メアリー・ハルヴァーソン
- untitled (2005年、自主制作) ※with シェリー・バーゴン
- At Blim (2005年、Audiobot) ※with シェリー・バーゴン
- Baltimore (2007年、Skirl) ※with シェリー・バーゴン
- Four Films (2008年、Tzadik)
- White with Foam (2008年、Ipecac)
- Strength & Power (2016年、RareNoiseRecords) ※with ラズウェル・ラッド、ジェイミー・サフト、バラージュ・パンディ
- Nocturnes (2019年、Tzadik)
- Séances (2022年、Pyroclastic) ※トリオ・コンヴァルサント・アヴェック・フォリー・ア・キャトル名義 with ェス・スミス、メアリー・ハルヴァーソン、カーラ・キールシュテット、アンナ・ウェバー、オスカー・ノリエガ、マリエル・ロバーツ

### 参加バンド・アルバム
ミスター・バングル
- 『ミスター・バングル』 - Mr. Bungle (1991年、Warner Bros.)
- 『ディスコ・ヴォランテ』 - Disco Volante (1995年、Warner Bros.)
- 『カリフォルニア』 - California (1999年、Warner Bros.)
- 『ザ・レイジング・ラス・オブ・ジ・イースター・バニー・デモ』 - The Raging Wrath of the Easter Bunny Demo (2020年、Ipecac)

シークレット・チーフス3
- First Grand Constitution and Bylaws (1996年)

パンティクライスト
- PantyChrist (1999年) ※with ボブ・オスタータグ、ジャスティン・ボンド、大友良英

ファントマス
- 『ファントマス』 - Fantômas (1999年)
- 『ザ・ディレクターズ・カット』 - The Director's Cut (2001年)
- 『ミレニアム・モンスターワーク2000』 - Millennium Monsterwork 2000 (2002年) ※ファントマスとメルヴィンズが合体したバンドThe Fantômas Melvins Big Band名義
- 『デリリウムコーディア』 - Delìrium Còrdia (2004年)
- 『サスペンデッドアニメーション』 - Suspended Animation (2005年)
- The Director's Cut: A New Year's Revolution (2011年)

メルヴィンズ (ライト)
- A Live History of Gluttony and Lust Houdini Live 2005 (2006年)
- 『フリーク・ピューク』 - Freak Puke (2012年) ※メルヴィンズ・ライト名義
- 『エブリバディ・ラヴズ・ソーセージズ』 - Everybody Loves Sausages (2013年) ※3曲参加
- 『ベーシズ・ローデッド』 - Basses Loaded (2016年) ※1曲参加

ネルス・クライン・シンガーズ
- Macroscope (2014年、Mack Avenue)

トマホーク
- Oddfellows (2013年)
- 『トニック・インモビリティ』- Tonic Immobility (2021年)

アリューチャティスタス
- Expansion (2023年、Riverworm)

### 参加アルバム
エリック・フリードランダー
- Grains of Paradise (2001年、Tzadik)
- Broken Arm Trio (2008年、Skipstone)
- 50 Miniatures for Improvising Quintet (2010年、Skipstone)
- Bonebridge (2011年、Skipstone)
- Nighthawks (2014年、Skipstone)
- Oscalypso (2015年、Skipstone)

エイヴィン・カン
- The Narrow Garden (2012年、Ipecac)

ジェイミー・サフト
- Black Shabbis (2009年、Tzadik)

ジョン・ゾーン
- The Big Gundown: 15th Anniversary Special Edition (2000年)
- The Gift (2001年)
- Cobra: John Zorn's Game Pieces Volume 2 (2002年)
- Filmworks XII: Three Documentaries (2002年)
- Filmworks XIII: Invitation to a Suicide (2002年)
- Filmworks XIV: Hiding and Seeking (2003年)
- 50th Birthday Celebration Volume 4 (2004年) ※with エレクトリック・マサダ
- Electric Masada: At the Mountains of Madness (2005年) ※with エレクトリック・マサダ
- Filmworks Anthology – 20 Years of Soundtrack Music (2005年)
- Moonchild: Songs Without Words (2005年) ※with ムーンチャイルド
- Astronome (2006年) ※with ムーンチャイルド
- Six Litanies for Heliogabalus (2007年) ※with ムーンチャイルド
- Asmodeus: Book of Angels Volume 7 (2007年) ※with マーク・リボー
- The Dreamers (2008年) ※with ドリーマーズ
- The Crucible (2008年) ※with ムーンチャイルド
- O'o (2009年) ※with ドリーマーズ
- Ipos: Book of Angels Volume 14 (2010年) ※with ドリーマーズ
- Ipsissimus (2010年) ※with ムーンチャイルド
- Interzone (2010年)
- Filmworks XXIV: The Nobel Prizewinner (2010年)
- The Goddess – Music for the Ancient of Days (2010年)
- Nova Express (2011年) ※with ノヴァ・カルテット
- At the Gates of Paradise (2011年)
- A Dreamers Christmas (2011年) ※with ドリーマーズ
- Templars: In Sacred Blood (2012年) ※with ムーンチャイルド
- Enigmata (2012年)
- Rimbaud (2012年)
- A Vision in Blakelight (2012年)
- The Concealed (2012年)
- Dreamachines (2013年) ※with ノヴァ・カルテット
- On Leaves of Grass (2014年) ※with ノヴァ・カルテット
- Valentine's Day (2014年)
- The Last Judgment (2014年)
- Pellucidar: A Dreamers Fantabula (2015年) ※with ドリーマーズ
- The True Discoveries of Witches and Demons (2015年)
- The Song Project Live at Le Poisson Rouge (2015年)
- The Garden of Earthly Delights (2017年)
- Insurrection (2018年)
- Salem, 1692 (2018年)
- The Hierophant (2019年)
- Calculus (2020年)

ジョゼフ・デュムラン・トリオ
- Rainbow Body (2011年) ※with ジョゼフ・デュムラン、エリック・シールマンス

ロブ・プライス・カルテット
- At Sunset (2004年) ※with エラリー・エスケリン、ジョーイ・バロン
- I Really Do Not See the Signal (2007年) ※with ジム・ブラック

キング・バゾ
- 『ギフト・オブ・サクリファイス』 - Gift of Sacrifice (2020年、Ipecac)

その他
- ジョン・ハッセル & ブルースクリーン : Dressing for Pleasure (1994年) ※「Villa Narco」「Mati」に参加
- ジョン・ショット : In These Great Times (1996年)
- ティプシー : Trip Tease (1996年)
- ティン・ハット・トリオ : Memory Is an Elephant (1999年)
- ティン・ハット・トリオ : Helium (2000年)
- ジェニー・シェインマン : The Rabbi's Lover (2000年)
- ダグ・ウィーゼルマン : Dimly Lit: Collected Soundtracks 1996–2002 (2002年)
- 本田ゆか : Eucademix (2004年)
- ジェニー・シェインマン : Shalagaster (2004年)
- オッキョン・リー : Nihm (2005年)
- ビリー・マーティン : Starlings (2006年)
- ヘッド : Save Me from Myself (2008年)
- テラー・シンドローム : Terror Syndrome (2008年)
- ニオベ : Blackbird's Echo (2009年)